# Ola Karlsson (cellist)
Ola Karlsson, född 25 september 1952, är en svensk cellist, professor och dirigent.
Karlsson studerade vid Nyköpings högre allmänna läroverk och därefter cellospel för Erling Bløndal Bengtsson och Gregor Piatigorsky. Han är solocellist i Sveriges Radios symfoniorkester, professor i cellospel vid Kungliga Musikhögskolan och dirigent för stråkorkestern där. Han invaldes som ledamot av Kungliga Musikaliska Akademien 2010.
Karlsson började som 10-åring spela cello för Bertil Jernbom i Nyköping. År 1969 blev han elev till Erling Bløndal Bengtsson på Edsbergs Musikinstitut och efter solistdiplom fortsatte han sina studier på Det Kongelige Danske Musikkonservatorium i Köpenhamn där han erhöll Carl Nielsen-priset. Detta pris och ett stipendium från Kungliga Musikaliska Akademien möjliggjorde ytterligare studier för professor Gregor Piatigorsky i Los Angeles under dennes sista levnadsår.
År 1981 blev Ola Karlsson Medborgarskolans musikstipendiat och 1985 utnämndes han till solocellist i Radiosymfonikerna.
Förutom konserterande i Sverige och utomlands som solist och kammarmusiker, radio- och TV-framträdanden, är Ola Karlsson dessutom huvudansvarig för cellistutbildningen vid Musikhögskolan i Stockholm. Han har också givit mästarkurser under Umeå internationella kammarmusikfestival samt gästundervisat i Danmark, Italien, Kanada, Ungern och USA.
År 1986 började Ola Karlsson intressera sig för dirigering och har sedan dess gästat de flesta stora symfoniorkestrarna i Sverige. Han framträder dessutom ofta som solist och dirigent bland annat i kombinationen cello och blåsare, där han har en både ovanlig och extraordinär repertoar.
På grammofon har Ola Karlsson spelat in bland annat Hilding Rosenbergs 2:a cellokonsert, flera Piatigorsky-transkriptioner samt många kammarmusikverk. Han har erhållit svenska Grammis-priset två gånger.
Ola Karlsson spelar ofta och gärna den så kallade standardrepertoaren i cellolitteraturen, till exempel Johann Sebastian Bachs solosviter, Ludwig van Beethovens sonater, Antonín Dvořáks cellokonsert etc, men han har också en stor repertoar av verk, som inte så ofta framförs.